# سيجا كلاسيكز آركيد كولكشن
سيجا كلاسيكز آركيد كولكشن (بالإنجليزية:Sega Classics Arcade Collection)، هي لعبة فيديو كلاسيكية المكونة من 4 ألعاب في إصدارها الأولى سنة 1992، وصدرت نفس اللعبة في السنة التي تليه عام 1993 المكون من 5 ألعاب كلاسيكية، حيث تعمل المنصة حصرياً على سيجا سي دي.